# Raugrave
Raugrave (em alemão: Raugraf) era um título nobiliárquico alemão.
Quando o Condado de Nahegau (nome originado a partir do nome rio Nahe) era dividido em duas partes, em 1113, os condes das duas partes chamavam-se vildgraves e raugraves, respectivamente. Eles foram nomeados devido ao nome onde as suas propriedades se localizavam geográficamente: vildgrave (Wildgraf), em latim comes sylvanus, depois da palavra Wald (que significa "floresta"), e raugrave (Raugraf em latim comes hirsutus, depois a partir das características montanhosas do terreno.
O primeiro raugrave foi o conde Emich I (falecido em 1172). A dinastia acabou no século XVIII. O título foi adquirido posteriormente pelo Eleitor do Palatinato Carlos I Luís que comprou as propriedades, e depois de 1667 foi propriedade dos filhos do segundo casamento de Carlos, que casou com Marie Louise von Degenfeld.